# Селва-Анзалдо (Форли-Чезена)
Селва-Анзалдо је насеље у Италији у округу Форли-Чезена, региону Емилија-Ромања.
Према процени из 2011. у насељу је живело 325 становника. Насеље се налази на надморској висини од 23 м.